# Champétières
Champétières är en kommun i departementet Puy-de-Dôme i regionen Auvergne-Rhône-Alpes i centrala Frankrike. Kommunen ligger i kantonen Ambert som tillhör arrondissementet Ambert. År 2022 hade Champétières 283 invånare.

## Befolkningsutveckling
Antalet invånare i kommunen Champétières
| Referens: INSEE |